# Indemnity
Indemnity (Alternativtitel: Indemnity – Die Jagd nach der Wahrheit) ist ein Action-Thriller von Travis Taute, der im August 2021 beim Fantasia International Film Festival seine Premiere feierte und im September 2022 in die deutschen Kinos kam.

## Handlung
Theo Abrams war bis zu einem schiefgelaufenen Einsatz als Feuerwehrmann in Kapstadt tätig. Seit diesem Tag leidet er unter einer 
schweren posttraumatischen Belastungsstörung und kann nicht mehr arbeiten.
Eines Morgens erwacht Theo neben seiner toten Frau. Er kann sich nicht mehr daran erinnern, was vorgefallen ist, und alle Beweise deuten darauf hin, dass er sie getötet hat. Theo flüchtet, doch der stellvertretende Polizeichef Alan Shard will ihn unbedingt fassen, bevor er offiziell in den Ruhestand geht.

## Produktion
Es handelt sich bei Indemnity um das Regiedebüt bei einem Spielfilm von Travis Taute, der auch das Drehbuch schrieb.
Jarrid Geduld spielt in der Hauptrolle den traumatisierten Feuerwehrmann Theo Abrams.
Die deutsche Synchronisation entstand nach einem Dialogbuch von Dirk Tagala und der Dialogregie von Christian Brenn im Auftrag der 19 Synchron GmbH, Berlin.
Die Premiere erfolgte am 11. August 2021 beim Fantasia International Film Festival. Der Kinostart in Deutschland erfolgte am 1. September 2022.

## Rezeption

### Kritiken
Der Film konnte bislang 84 Prozent der Kritiker bei Rotten Tomatoes überzeugen. Die Kritiker vergaben eine Durchschnittsbewertung von 6,2/10.
Christopher Diekhaus schreibt, zu den Stärken von Indemnity gehöre zweifellos die ungemein physische Darbietung des Hauptdarstellers, auch wenn Jarrid Geduld in ruhigeren Szenen nicht immer die notwendigen Nuancen treffen mag. Theos Desorientierung und Getriebenheit bringe er aber mit der erforderlichen Intensität zum Ausdruck, und es sei nicht die Schuld des Schauspielers, dass das stets präsente, durch Erinnerungen in die Handlung einbrechende Trauma etwas holzschnittartig wirke. Der Regisseur wisse trotz einiger wahrlich aufregender, mit fähiger Hand inszenierter Actioneinlagen nur mittelprächtig zu unterhalten.

### Auszeichnungen
Fantasia International Film Festival 2021
- Nominierung als Bester Film für das Cheval Noir (Travis Taute)